# Battaglia del Sauce
La battaglia del Sauce fu uno scontro armato combattuto l'8 dicembre 1816 nel contesto dell'invasione luso-brasiliana della Banda Oriental tra una pattuglia dell'esercito del Regno Unito di Portogallo, Brasile e Algarve, guidata dai capitani José Maria Cerqueira e Juan Mendoza, e una pattuglia di miliziani della Provincia Orientale del Río de la Plata, condotta nell'occasione dal comandante Venancio Gutiérrez.
La battaglia si svolse nei pressi del torrente Sauce, nel dipartimento di Maldonado, attuale Uruguay, e vide la vittoria delle truppe orientali.

## Antefatti
Dopo la vittoria nella battaglia di India Muerta, l'avanguardia dell'esercito luso-brasiliano, guidata da Sebastião Pinto de Araújo Correia, proseguì l'invasione del territorio della Banda Oriental con l'obbiettivo di arrivare a Montevideo; da parte sua Fructuoso Rivera, responsabile delle truppe orientali a difesa della zona, mise in atto il piano del suo comandante José Gervasio Artigas, che prevedeva una serie di scontri di guerriglia senza accettare battaglia in campo aperto. Giunto a San Carlos il 28 novembre 1816, il generale portoghese informò il cabildo dell'abolizione delle leggi promulgate dal precedente governo patriota e il ripristino della legislazione coloniale spagnola.

## La battaglia
Da San Carlos, Araújo Correia mandò in avanscoperta sul torrente Sauce due squadroni di cavalleria di linea, comandati da José Maria Cerqueira e Juan Mendoza, con lo scopo di requisire una mandria di cavalli appartenenti ai patrioti orientali. La pattuglia luso-brasiliana fu sorpresa l'8 dicembre da una divisione orientale, guidata dal comandante Venancio Gutiérrez, che comandò la carica a spada sguainata.
Al termine della battaglia la pattuglia luso-brasiliana lamentò ingenti perdite: sul campo rimasero 150 morti, tra i quali il capitano Mendoza, e 7 soldati, tra i quali ben 5 ufficiali, furono catturati dal nemico. Nelle file orientali si registrò la morte del comandante Juan Martínez, padrino e amico intimo di Fructuoso Rivera.

## Conseguenze
Il generale Carlos Frederico Lecor, responsabile massimo delle operazioni luso-brasiliane, incolpò della sconfitta il capitano Cerqueira, accusato di non aver ascoltato gli ordini di Araújo Correia e di essere avanzato troppo, facendolo comparire davanti a un consiglio di guerra. Dopo questa battaglia Lecor pose il suo quartier generale a Maldonado, dove aspettò il congiungimento della colonna di Bernardo da Silveira, che si era mossa più ad ovest di quella principale, prima di guidare l'assalto a Montevideo.